# Руда Гвезда (Брно)
«Руда Гвезда» (чеськ. Rudá Hvězda) — чехословацький футбольний клуб з міста Брно, заснований 1952 року. У сезонах 1957/58 — 1960/61 виступав у вищому дивізіоні чемпіонату Чехословаччини. Найвищим досягненням клубу є перемога у Кубку Чехословаччини у 1960 році. Після сезону 1960/61 був об'єднаний з клубом «Спартак» (нині «Збройовка»).

## Участь учемпіонаті Чехословаччини
- Сезон 1957/58 : 7 місце
- Сезон 1958/59 : 5 місце
- Сезон 1959/60 : 10 місце
- Сезон 1960/61 : 12 місце

## Участь в європейських турнірах
| Сезон   | Турнір                      | Раунд  | Клуб                | Матчі    |
| ------- | --------------------------- | ------ | ------------------- | -------- |
| 1960-61 | Кубок володарів Кубків УЄФА | Попер. | «Форвертс» (Берлін) | 1:2, 2:0 |
|         |                             | 1/4    | «Динамо» (Загреб)   | 0:0, 0:2 |